# Центральная область (Гана)
Центра́льная о́бласть (англ. Central Region) — одна из 16 областей Ганы, административно-территориальная единица первого уровня на побережье Гвинейского залива. Административный центр — Кейп-Кост.
Граничит с Вестерн-Норт, Восточной областью и Ашанти на севере, Большой Аккрой — на востоке, Западной областью — на западе.
После обретения независимости Ганы от Великобритании 6 марта 1957 года, в 1958 году прибрежный регион бывшей британской колонии Золотой Берег был разделён на Восточную и Западную области Ганы. В 1959 году из состава Западной области выделена Центральная область.